# چندجمله‌ای چبیشف
چندجمله‌ای‌های چبیشف یک دنباله از چندجمله‌ای‌های متعامد است که به طرز بازگشتی محاسبه می‌شود. نام این چندجمله‌ای‌ها از نام ریاضی‌دانِ روسی پافنوتی چبیشف برگرفته شده که اولین بار آن‌ها را در سال ۱۸۵۴ معرفی کرد.

## تاریخ
پافنوتی چبیشف ریاضی‌دان روس متولد ۱۶ مه سال ۱۸۲۱ بود. چندجمله‌ای‌های چبیشف که به نام او شناخته می‌شود، یک توالی از چندجمله‌های متعامد است که می‌توان آنها را مثل فیبوناچی به صورت برگشت پذیر نوشت. این چندجمله‌ای‌ها دو نوع هستند: اول و دوم.
نوعِ اوّل آن‌ها با T و نوع دوم آن‌ها با U نشان داده می‌شود. علّت نام گذاری T این است که chebyshev به زبان فرانسوی Tchebyshev و به زبان آلمانی Tschebyschow است.

## کاربرد
چندجمله های چبیشف بیشتر در تخمین کاربرد دارد و استفاده از آنها برای تخمین به مقدار زیادی خطا را کاهش می دهد. مثلاً، در اندازه گیری طول یک نیم دایره و اشکال دارای قوس استفاده می شود.

## مقدمه
کسینوسها:
از رابطه ی زیر شروع می‌کنیم:
{\displaystyle cos((n+1)\theta )=2cos(\theta )cos(n\theta )-cos((n-1)\theta )(1)}
که با ۲ بار استفاده از فرمول زیر محاسبه می‌شود.
{\displaystyle cos(\alpha +\beta )=cos\alpha cos\beta -sin\alpha sin\beta }
سپس، ادعا میکنیم که به ازای هر عدد صحیح مثبتِ n اعدادِ صحیح ci وجود دارد، به طوری که:
{\displaystyle cosn\theta =\sum _{i=0}^{n}c_{i}cos^{i}(\theta )(2)}
تعریف: رابطه ی ۲ می گوید که (cos(nθ یک چندجمله ای برحسب (cos(θ است. برایِ n ثابت، n امین چندجمله ای چبیشف به صورت زیر تعریف می شود:
{\displaystyle cos(n\theta )=Tn(cos\theta )(3)}
که اگر (x = cos(θ باشد:
{\displaystyle T_{n}(x)=cos(narccos(x))(4)}
برای x های بین ۱ و ۱-
در واقع، چندجمله ای های چبیشف نمودارهای کسینوسی است که مقیاس افقی آنها تغییر کرده است، نه مقیاس عمودی آنها. و ریشه های آن که به آنها گره هم می گویند، زمانی است که از(cos(θ صفر شود؛ یعنی (برای n های طبیعی) :
{\displaystyle x=cos({\frac {(2i-1)\pi }{2n}})}
با توجه به روابط بالا، به این رابطه ی بازگشتی می رسیم:
{\displaystyle T_{0}(x)=1,T_{1}(x)=x(5)}
{\displaystyle x=cos\theta }
{\displaystyle T_{n+1}(x)=2xT_{n}(x)-T_{n-1}(x)(6)}
جوابهای معادله ۶ با مقدارهای اولیه داده شده در ۵ چندجمله ای چبیشف نوعِ اوّل را نتیجه می دهد.

## مثال‌ها
اولین چندجمله‌ای‌های نوع اول چبیشف به صورت زیر است:

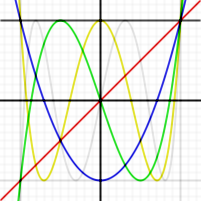
منحنی‌های مربوط به اولین چندجمله‌ای‌های نوع اول چبیشف بر روی دامنه −1¼ < x < 1¼, −1¼ < y < 1¼; the flat T_{0}, and T_{1}, T_{2}, T_{3}, T_{4} and T_{5}.

{\displaystyle T_{0}(x)=1\,}
{\displaystyle T_{1}(x)=x\,}
{\displaystyle T_{2}(x)=2x^{2}-1\,}
{\displaystyle T_{3}(x)=4x^{3}-3x\,}
{\displaystyle T_{4}(x)=8x^{4}-8x^{2}+1\,}
{\displaystyle T_{5}(x)=16x^{5}-20x^{3}+5x\,}
{\displaystyle T_{6}(x)=32x^{6}-48x^{4}+18x^{2}-1\,}
{\displaystyle T_{7}(x)=64x^{7}-112x^{5}+56x^{3}-7x\,}
{\displaystyle T_{8}(x)=128x^{8}-256x^{6}+160x^{4}-32x^{2}+1\!}
{\displaystyle T_{9}(x)=256x^{9}-576x^{7}+432x^{5}-120x^{3}+9x.\,}

## ملاحظات
شایان توجه است که این چندجمله‌ای ها همان بسط کسینوس مضارب صحیح و غیر منفی زوایا هستند، یعنی:
{\displaystyle cos2\alpha =2cos^{2}\alpha -1\!}
{\displaystyle cos3\alpha =4cos^{3}\alpha -3cos\alpha \!}
{\displaystyle cos4\alpha =8cos^{4}\alpha -8cos^{2}\alpha +1\!}

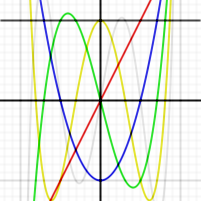
منحنی‌های مربوط به اولین چندجمله‌ای‌های نوع دوم چبیشف بر روی دامنه −۱¼ < x < 1¼, −۱¼ < y < 1¼; the flat U_{0}, and U_{1}, U_{2}, U_{3}, U_{4} and U_{5}. Although not visible in the image, U_{n}(1) = n + 1 and U_{n}(−1) = (n + 1)(−1)^{n}.

نوعِ دوّم آن هم با همان معادله ی ۶ ولی با مقادیر اولیه متفاوت ۷ به دست می‌آید.
{\displaystyle U_{0}(x)=1,U_{1}(x)=2x(7)}
{\displaystyle U_{n+1}(x)=2xU_{n}(x)-U{n-1}(x)}
اولین چندجمله‌ای‌های نوع دوم چبیشف به صورت زیر است:
{\displaystyle U_{0}(x)=1\,}
{\displaystyle U_{1}(x)=2x\,}
{\displaystyle U_{2}(x)=4x^{2}-1\,}
{\displaystyle U_{3}(x)=8x^{3}-4x\,}
{\displaystyle U_{4}(x)=16x^{4}-12x^{2}+1\,}
{\displaystyle U_{5}(x)=32x^{5}-32x^{3}+6x\,}
{\displaystyle U_{6}(x)=64x^{6}-80x^{4}+24x^{2}-1\,}
{\displaystyle U_{7}(x)=128x^{7}-192x^{5}+80x^{3}-8x\,}
{\displaystyle U_{8}(x)=256x^{8}-448x^{6}+240x^{4}-40x^{2}+1\,}
{\displaystyle U_{9}(x)=512x^{9}-1024x^{7}+672x^{5}-160x^{3}+10x.\,}

## از دیدگاه معادلات دیفرانسیل
چندجمله ای های چبیشف از نگاهی دیگر جوابهای معادله دیفرانسیل زیر است:
{\displaystyle (1-x^{2})y''-xy'+(\alpha )^{2}y=0}
که جواب آن به صورت سری توانی زیر خواهد بود و به ازایِ α های مختلف این چندجمله ای ها به وجود می‌آید. ابتدا، مشتق های اول و دوم جواب را به دست می‌آوریم:
{\displaystyle y=\sum _{n=0}^{\infty }a_{n}x^{n}}
{\displaystyle y'=\sum _{n=0}^{\infty }na_{n}x^{n-1}}
{\displaystyle =\sum _{i=1}^{\infty }na_{n}x^{n-1}}
{\displaystyle =\sum _{n=0}^{\infty }(n+1)a_{n+1}x^{n}}
{\displaystyle y''=\sum _{n=0}^{\infty }(n+1)na_{n+1}x^{n-1}}
{\displaystyle =\sum _{n=1}^{\infty }(n+1)na_{n+1}x^{n-1}}
{\displaystyle =\sum _{n=0}^{\infty }(n+2)(n+1)a_{n+2}x^{n}}
سپس، آن ها را در معادله اولیه جایگذاری می کنیم:
{\displaystyle (1-x^{2})\sum _{n=0}^{\infty }(n+2)(n+1)a_{n+2}x^{n}-x\sum _{n=0}^{\infty }(n+1)a_{n+1}x^{n}+\alpha ^{2}\sum _{n=0}^{\infty }a_{n}x^{n}=0n}
{\displaystyle \sum _{n=0}^{\infty }(n+2)(n+1)a_{n+2}x^{n}-\sum _{n=0}^{\infty }(n+2)(n+1)a_{n+2}x^{n+2}-\sum _{n=0}^{\infty }(n+1)a_{n+1}x^{n+1}+\alpha ^{2}\sum _{n=0}^{\infty }a_{n}x^{n}=0}
اکنون معادله را به گونه ای می نویسیم که توان های x یکسان شود و سپس معادله را حل می کنیم:
{\displaystyle \sum _{n=0}^{\infty }(n+2)(n+1)a_{n+2}x^{n}-\sum _{n=2}^{\infty }(n)(n-1)a_{n}x^{n}-\sum _{n=1}^{\infty }(n)a_{n}x^{n}+\alpha ^{2}\sum _{n=0}^{\infty }a_{n}x^{n}=0}
{\displaystyle 2.1a_{2}+3.2a_{3}x-1.a_{1}x+\alpha ^{2}a_{0}+\alpha ^{2}a_{1}x}
{\displaystyle +\sum _{n=2}^{\infty }[(n+2)(n+1)a_{n+2}-(n)(n-1)a_{n}-(n)a_{n}+\alpha ^{2}a_{n}]x^{n}=0}
{\displaystyle (2a_{2}+\alpha ^{2}a_{0})+[6a_{3}+(\alpha ^{2}-1)a_{1}]x}
{\displaystyle +\sum _{i=2}^{\infty }[(n+2)(n+1)a_{n+2}+(\alpha ^{2}-n^{2})a_{n}]x^{n}=0}
برای صادق بودن معادله ی بالا،  تمام ضرایب توانهای x و مقدار ثابت  باید صفر شود:
{\displaystyle (2a_{2}+\alpha ^{2}a_{0})=0}
{\displaystyle 6a_{3}+(\alpha ^{2}-1)a_{1}=0}
{\displaystyle a_{n+2}={\frac {n^{2}-\alpha ^{2}}{(n+1)(n+2)}}a_{n}n=0,1,...}
رابطه بازگشتی برای جملات زوج به صورت زیر است:
{\displaystyle a_{2}={\frac {-\alpha ^{2}}{2}}a_{0}}
{\displaystyle a_{4}={\frac {2^{2}-\alpha ^{2}}{3.4}}a_{2}={\frac {(2^{2}-\alpha ^{2})(-\alpha ^{2})}{1.2.3.4}}a_{0}}
{\displaystyle a_{2n}={\frac {[(2n)^{2}-\alpha ^{2}][(2n-2)^{2}-\alpha ^{2}]...(-\alpha ^{2})}{(2n)!}}a_{0}}
و برای جملات فرد به صورت زیر خواهد بود:
{\displaystyle a_{3}={\frac {1-\alpha ^{2}}{6}}a_{1}}
{\displaystyle a_{5}={\frac {3^{2}-\alpha ^{2}}{4.5}}a_{3}={\frac {(3^{2}-\alpha ^{2})(1-\alpha ^{2})}{5!}}a_{1}}
{\displaystyle a_{2n-1}={\frac {[(2n-1)^{2}-\alpha ^{2}][(2n-3)^{2}-\alpha ^{2}]...(1-\alpha ^{2})}{(2n+1)!}}a_{1}}
در نهایت، جواب عمومی به دست می آید:
{\displaystyle a_{keven}=\prod _{j=1}^{\frac {k}{2}}(k-2j)^{2}-\alpha ^{2}}
{\displaystyle a_{kodd}=\prod _{j=1}^{\frac {k-1}{2}}(k-2j)^{2}-\alpha ^{2}}
{\displaystyle y=a_{0}[1+\sum _{k=2,4,...}^{\infty }{\frac {a_{keven}}{k!}}x^{k}]+a_{1}[x+\sum _{k=3,5,...}^{\infty }{\frac {a_{kodd}}{k!}}x^{k}]}
که می توان به صورت زیر نوشت:
{\displaystyle y=a_{0}cos(\alpha arcsinx)+{\frac {a_{1}}{\alpha }}sin(\alpha arcsinx)}
و با یک تغییر متغیر به این نتیجه می رسیم:
{\displaystyle y=b_{1}cos(\alpha arccosx)+b_{2}sin(\alpha arccosx)=b_{1}T_{\alpha }(x)+b_{2}{\sqrt {1-x^{2}}}U_{\alpha -1}(x)}
که (Tn(x چندجمله‌ای چبیشف از نوع اول و (Un(x چندجمله‌ای چبیشف از نوع دوم است.